# احسان جودکی
احسان جودکی (زادهٔ ۲۶ اسفند ۱۳۷۱) بازیکن فوتبال اهل ایران است که در پست دفاع راست برای باشگاه فوتبال شهرداری نوشهر در لیگ آزادگان بازی می‌کند.

## دوران باشگاهی

### پیکان
وی اولین بازی خود در لیگ برتر خلیج فارس را در هفته نوزدهم لیگ برتر فوتبال ایران ۹۹–۱۳۹۸، مقابل باشگاه فوتبال ماشین‌سازی تبریز انجام داد.